# 原子怪獸
《原子怪獸》（英語：The Beast from 20,000 Fathoms）是一部1953年上映的美國科幻動作恐怖片，由英吉·藍陵執導，雷·哈利豪森負責特效。電影的主演包括保羅·霍布施米特、寶拉·雷蒙、西席爾·凱拉維、肯尼斯·托比，電影改編自雷·布萊伯利於1951年的短篇小說《濃霧號角》描述了一隻名為羅德龍的恐龍，牠在一次北極圈的核试验中從冰凍的冬眠狀態中被喚醒，然後向南行進，最終抵達其古老的產卵地，其中包括紐約市。
該作品描繪了人類與透過核試驗復活的恐龍之間的戰鬥，是電影史上第一部以受核試驗影響的怪獸為主角的電影。同時電影中「核子試爆復活的巨型怪獸攻擊城市」的設定和特效技術，對於後來的怪獸電影，尤其是日本東寶的著名怪獸系列《哥吉拉》產生很大的影響。

## 劇情大綱
在北極圈巴芬灣以北的遠處，進行了一次名為「實驗行動」的核彈試驗。但在爆炸後，物理學家湯姆·內斯比特預言性地沉思道：「所有這些原子爆炸和試驗的累積效應，只有時間才能告訴我們。」這次爆炸喚醒了一隻被稱為羅德龍的200英尺（61公尺）長的肉食性恐龍，使其從冰中解凍，而它已被暫停生命了數百萬年。內斯比特是這個巨獸甦醒時的唯一幸存者，然而卻被人視為神智不清而遭到解僱。儘管持懷疑態度，但他堅持自己所見的是事實。
羅德龍開始沿著北美東岸前進，沉沒了纽芬兰大浅滩附近的一艘双桅小帆船，摧毀了加拿大基蒂马特附近的另一艘船，毀壞了緬因州的一座燈塔，並摧毀了麻薩諸塞州的建築物。內斯比特最終在古生物学家瑟古德·艾爾森和他的年輕助手李·亨特的幫助下獲得幫助，因為在襲擊中倖存的其中一名漁夫，從一堆圖畫中辨認出了內斯比特所見到的那隻恐龍。艾爾森教授將羅德龍出現的地點繪製在地圖上說服懷疑的軍官，並提出這隻恐龍正在返回哈德遜河地區，那裡是羅德龍化石首次被發現的地方。在對哈德遜河谷進行的潛水鐘搜索中，前往調查的艾爾森教授最終在潛水鐘內被羅德龍發現，並遭到吞噬而死，羅德龍最終上岸到曼哈頓。在吞噬一名射擊它的警察後摧毀了城市，並在紐約市掀起一場恐慌。媒體對於羅德龍的狂暴行徑列舉出「已知死亡180人，1500人受傷，損失估計3億美元」等報導。
與此同時，由傑克·埃文斯上校領導的軍隊試圖用電籬笆阻止羅德龍，並使用火箭筒在該巨獸的喉嚨中開槍，將其逼回海中。然而羅德龍在紐約的街道上流出的血液，卻釋放出一種可怕、劇毒的史前病原體，開始引發一場瘟疫導致在地居民因染病而死亡。病毒阻礙了軍方炸毀羅德龍的可能性，為了阻止病毒傳播得更廣，軍方決定向瑞多龍的頸部傷口注射放射性同位素，希望從內部燃燒瑞多龍，同時中和傳染病。
當羅德龍上岸並抵達康尼島時，軍隊狙擊手斯通軍士長使用裝有強效放射性同位素的榴弹发射器，與內斯比特博士一起爬上康尼島環翠雲霄飛車。騎著雲霄飛車到達軌道頂端，以便能夠與羅德龍保持同一水平，他將同位素射入羅德龍的頸部傷口。並隨著雲霄飛車墜地所引起的火花將遊樂園點燃，隨著火勢迅速蔓延，內斯比特和斯通在遊樂園被火焰吞噬時及時爬下來。羅德龍最終因同位素的輻射中毒而倒地身亡。

## 演員
- 保羅·霍布施米特（英语：Paul Hubschmid） 飾演 湯姆·內斯比特教授（Professor Tom Nesbitt）
- 寶拉·雷蒙（英语：Paula Raymond） 飾演 李·亨特（Lee Hunter）
- 西席爾·凱拉維（英语：Cecil Kellaway） 飾演 瑟古德·艾爾森博士（Dr. Thurgood Elson）
- 肯尼斯·托比（英语：Kenneth Tobey） 飾演 傑克·埃文斯上校（Colonel Jack Evans）
- 唐納·伍茲（英语：Donald_Woods_(actor)） 飾演 菲爾·傑克遜隊長（Captain Phil Jackson）
- 羅斯·艾略特（英语：Ross_Elliott） 飾演 喬治·里奇（George Ritchie）
- 史蒂夫·布羅迪（英语：Steve_Brodie_(actor)） 飾演 盧米斯中士（Sgt. Loomis）
- 傑克·佩尼克（英语：Jack_Pennick） 飾演 雅各布·鮑曼（Jacob Bowman）
- 邁克爾·福克斯（英语：Michael_Fox_(American_actor)） 飾演 急診室醫生（ER doctor）
- 李·范克里夫 飾演 傑森·斯通軍曹（Corporal Jason Stone）
- 弗蘭克·弗格森（英语：Frank_Ferguson） 飾演 莫頓博士（Dr. Morton）
- 金·多諾萬（英语：King_Donovan） 飾演 英格索爾博士（Dr. Ingersoll）
- 詹姆斯·貝斯特（英语：James_Best） 飾演 查理（Charlie），雷達操作員

## 製作

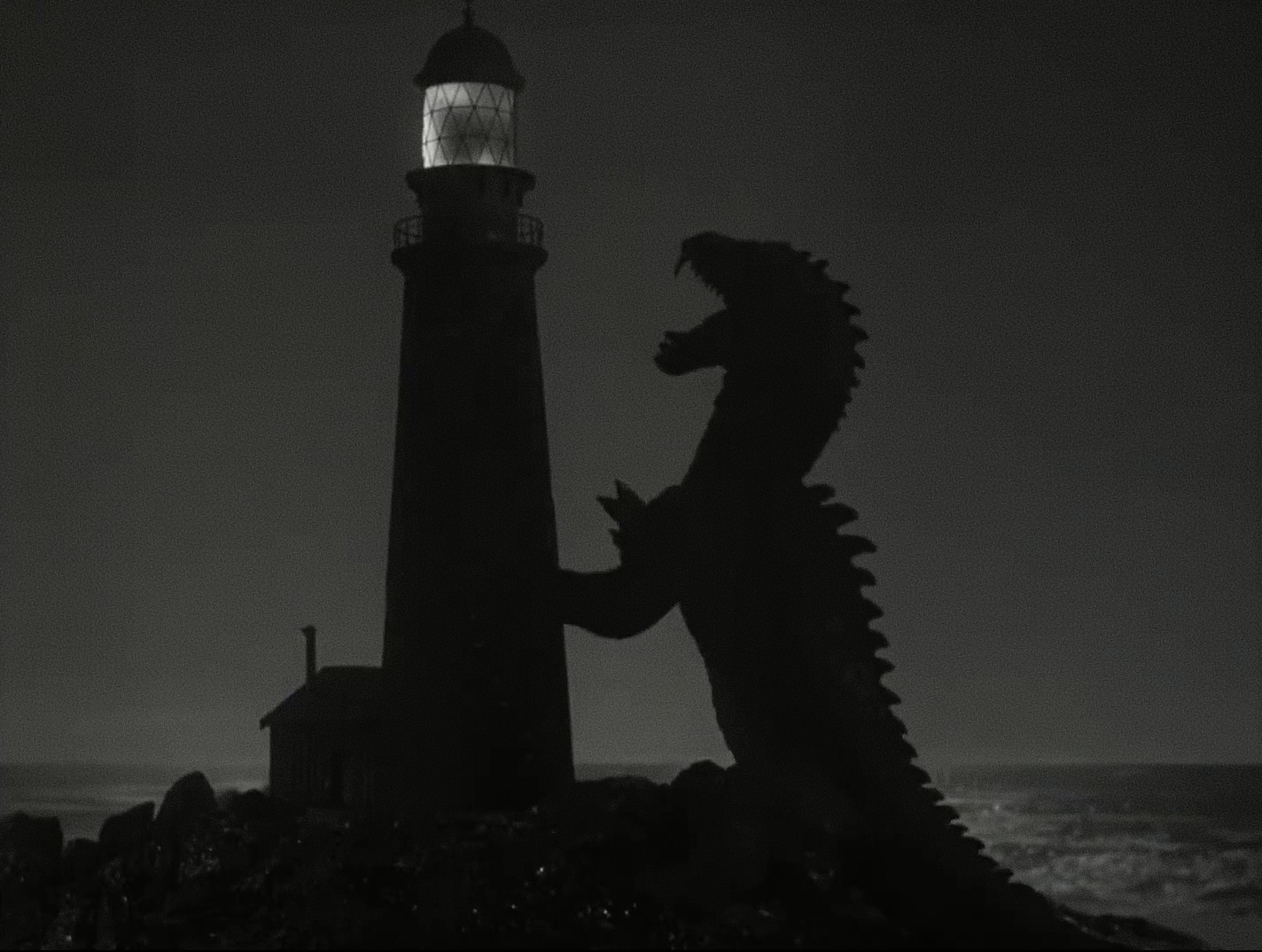
羅德龍摧毀一座燈塔的片段是受到雷·哈利豪森短篇小說《濃霧號角》中的原創概念

《原子怪獸》的製作預算為20萬美元。發行商中最初該作品宣布為《來自海底的怪獸》（The Monster from Beneath the Sea）。在1951年的前期製作階段，雷·哈利豪森向迪茨和切斯特指出，雷·布萊伯利在《星期六晚邮报》上發表了一篇名為《濃霧號角》的短篇小說。這個故事講述了一種基於海洋的史前恐龍摧毀燈塔的情節，而《來自海底的怪獸》的初稿劇本中也有類似的情節。製片人希望能共享布萊伯利的聲望和受歡迎程度，並立即購買了他的故事版權，將電影的標題改為與小說標題相匹配。布萊伯利的名字在宣傳活動中被廣泛使用，並在片頭字幕中有一個表明「根據《星期六晚郵報》的雷·布萊伯利故事提議」的字樣。
電影配樂原由米歇爾·米甚萊創作，但當華納兄弟公司購買了該電影後，大衛·巴托夫了一個新的配樂。哈利豪森一直希望他的電影作曲家偶像馬克斯·史坦納（當時在華納兄弟公司合同內）會為這部電影譜曲。史坦納曾在1933年為雷电华电影的《金剛》製作配樂。然而史坦納因在此時期製作多部電影配樂而遭到婉拒，但巴托夫則為電影創作更具難忘和強烈的配樂，並在此後1950年代的巨大怪獸電影音樂奠定了許多基調。
一些早期的製作概念草圖顯示，羅德龍曾一度被設計成有一個有殼的頭部，後來被改為有一個喙。生物的定格动画效果則哈利豪森負責，他多年來一直與創造《金剛》的威利斯·奧布萊恩合作。電影中的怪獸與短篇小說中的雷龍屬完全不同。相反，它是一種類似暴龍的史前掠食者，雖然是四足的。這種怪物不像任何真實的肉食性恐龍，更像是一種勞氏鱷。此外也有一度計劃讓這個野獸噴出火焰，但由於預算限制，這個想法在製作開始前被擱置。然而，這一概念被用於電影海報。後來，這個生物的核火焰呼吸成為原始日本電影《哥吉拉》（1954年）的靈感來源。
在一場試圖辨識羅德龍的場景中，內斯比特教授翻閱查爾斯·R·奈特的恐龍畫作，哈利豪森聲稱奈特是他的靈感來源之一。博物館場景中的恐龍骨架是人造的；它是從雷电华电影的道具庫中獲得的，之前為其經典喜劇《育婴奇谭》（1938年）而建造。
高潮部分的雲霄飛車實景場景是在加利福尼亞州長灘的派克遊樂區實地拍攝的，包括雲霄飛車的入口坡道、售票亭、裝載平臺以及結構的沙灘視角。並透過哈利豪森採用的分割矩陣及相機內的特技效果，因而有效地將演員的實景行動與雲霄飛車背景素材，與羅德龍破壞雲霄飛車的停擺動畫結合在一起。

## 發行

### 上映
華納兄弟以80萬美元（包括大規模廣告宣傳）的價格收購了這部電影，並於1953年6月13日在紐約和洛杉磯上映。該電影當時擁有當時最廣泛和最迅速的發行計劃，計劃在頭兩個月內安排大部分場次，首周就在全美1422家影院上映。《原子怪獸》的原始影片最初呈現棕褐色調。
該電影在北美上映的第一年賺取了225萬美元，總票房超過500萬美元。

### 批判性評價
在《紐約時報》對《原子怪獸》最初提供的評論中，A·H·維勒對故事並不印象深刻：「盡管在螢幕上，巨大的怪獸在華爾街和康尼島等地橫掃而過，令相對螞蟻一般大小的人類在鏡頭中慌忙逃竄，沒有一位觀眾似乎打算往山區逃去。然而，在冷靜的反思中，這或許是明智的。」
《綜藝》雜誌上，海蘭·霍林格的評論更注重令人印象深刻的特效：「製片人打造了一個使金剛顯得像黑猩猩的史前怪獸。這是一個巨大的兩棲野獸，高聳在紐約一些最高的建築物之上。怪獸在市區街道上遊蕩的景象令人驚嘆。對雷·哈里豪森來說，這些驚人的技術效果應該給予特別的讚譽。」《我們文化雜誌》的評論家克里斯多夫·史都華森將電影評為3.5分（滿分5分）。
當代，爛番茄匯總了21條評論，給予電影91%的好評，平均評分為6.60/10。

## 影響

《原子怪獸》在日本的發行海報

《原子怪獸》是世界上第一部以被原子彈引爆/喚醒的方式呈現巨大怪獸的實景電影，早於1954年的《哥吉拉》16個月。在《哥吉拉》的製作過程中，電影的預先發表故事非常類似《原子怪獸》，當時電影的臨時標題是《來自海底兩萬浬的大怪獸》（海底二萬哩から来た大海獣）。
《原子怪獸》的經濟成功促使了1950年代美國巨大怪獸電影的興起。製片人傑克·迪茨和哈爾·E·切斯特在成功重新上映《金剛》後，得到了將對核武器的不安情緒與巨大怪獸的概念結合的想法。由此，這股狂熱包括了次年的《他們！》、日本的哥吉拉系列電影持續至今，同時也使英吉·藍陵得以製作日後的兩部英國怪獸電影：《深淵巨獸》（1959年）和《戈爾戈》（1961年）。
哈里豪森在2005年關於彼得·杰克逊的《金剛》的一次採訪中，承認了他的作品與《哥吉拉》的廣泛相似之處，並對日本的系列表示一些苦澀的情感。哈里豪森後來在1958年的電影《辛巴達的第七次旅行》中重用了羅德龍模型，以描繪其中的恐龍。此外，哈里豪森在1966年的電影《大洪荒》中的小獸龍，與1967年《金剛的逆襲》中的哥羅龍都是灰藍色的食肉動物。兩部電影都出現了巨大的蛇和大猩猩或猩猩人。
《科洛弗檔案》（2008年）這部電影也涉及一隻巨大怪獸在紐約市引發恐慌，將《原子怪獸》（以及《金剛》和《他們！》）的一幀畫面嵌入到全程使用手持攝像機的影片中。《原子怪獸》該年也被提名為AFI十大類型十大科幻片。

### 書籍
- Harryhausen, Ray; Dalton, Tony. . United States: Billboard Books. 2003. ISBN 978-0823084029.
- Johnson, John J.J. . Jefferson, North Carolina: McFarland & Company. 1995. ISBN 0-7864-0093-5.
- Jones, Stephen. . London: Titan Books. 1995. ISBN 1-85286-487-7.
- Poole, W. Scott. . Waco, Texas: Baylor University Press. 2011. ISBN 978-1-60258-314-6.
- Rovin, Jeff. . New York: Facts on File. 1989. ISBN 0-8160-1824-3.
- Warren, Bill. Keep Watching the Skies! American Science Fiction Films of the Fifties: 21st Century Edition. 2009. Jefferson, North Carolina: McFarland & Company (first editions Vol. 1, 1982, Vol. 2, 1986). ISBN 0-89950-032-3.
- Van Hise, James. . Las Vegas: Pioneer Books. 1993. ISBN 1-55698-365-4.

## 外部連結
- 互联网电影数据库（IMDb）上《原子怪獸》的资料（英文）
- AllMovie上《原子怪獸》的资料（英文）
- TCM电影资料库上《原子怪獸》的资料（英文）
- 美国电影学会目录上的《原子怪獸》（英文）
- Rerecording of The Beast from 20,000 Fathoms soundtrack